# Hans Musso
Hans Musso (* 17. August 1925 in Camby, Kreis Dorpat, Estland; † 20. Juli 1988 in Karlsruhe) war ein deutscher Chemiker und Hochschullehrer.

## Leben
Musso wurde als Sohn eines deutsch-baltischen Rechtsanwalts in Estland geboren. Wie sein Vetter Robert Gernhardt musste er 1939 als Folge des Hitler-Stalin-Pakts mit seiner Familie nach Posen umsiedeln. Nach Kriegsteilnahme, Verwundung und längeren Lazarettaufenthalten studiert er von 1946 bis 1951 Chemie an der Universität Göttingen und wurde 1953 bei Hans Brockmann mit der Arbeit Über die Kondensation der Aminosäure- und Peptidester promoviert. Nach der Promotion war er als wissenschaftlicher Assistent in Göttingen tätig, wo er sich 1957 mit der Schrift Über Orceinfarbstoffe habilitierte. Von 1961 bis 1963 folgte Musso dem Ruf als außerordentlicher Professor der Universität Marburg. 1963 folgte eine Gastprofessur an der University of Wisconsin–Madison. Von 1963 bis 1969 war Musso ordentlicher Professor an der Universität Bochum. Von 1969 bis 1988 war er als Nachfolger von Rudolf Criegee Lehrstuhlinhaber für Organische Chemie an der Universität Karlsruhe. Vom Wintersemester 1981/82 bis zum Sommersemester 1983 war er Dekan der Fakultät für Chemie. Seit 1977 war er ordentliches Mitglied der Heidelberger Akademie der Wissenschaften.
Musso war seit 1953 verheiratet und hatte drei Söhne.

## Wissenschaftliches Werk
Musso untersuchte in den Jahren 1955 bis 1965 die Struktur der Flechtenfarbstoffe Orseille, Orcein (im Englischen auch Cudbear) und der Lackmus-Farbstoffe und veröffentlichte darüber etwa 25 Artikel. Anhand säulenchromatographischer Trennungsmethoden konnten die meisten der Farbstoffe abgetrennt und ihre Struktur ermittelt werden.
Forschungsgebiete mit denen sich Musso während seiner Zeit in Marburg beschäftigte, waren Untersuchungen über Wasserstoffbrücken, über Phenoxazine und den Mechanismus der Phenoloxidation.
Seit Mitte der 60er Jahre beschäftigte sich Musso mit den Asteranen – polycyclische Kohlenwasserstoffe mit einer käfigartingen Struktur, die sich von Cyclohexan mit einer fixierten Wannenkonformation ableiten. Ein weiteres Arbeitsgebiet waren Untersuchungen zu Metallkomplexen.
Schwerpunkte der Forschungstätigkeiten Mussos während der Zeit in Karlsruhe waren neben der Asteranen, die Farbstoffe des Fliegenpilzes (Amanita muscaria) und Untersuchungen zur Hydrogenolyse von Kohlenstoff-Kohlenstoff-Bindungen, insbesondere in Cyclopropanringen.
Von 1951 bis 1990 veröffentlichte Musso insgesamt 221 Arbeiten.

## Auszeichnungen
1961 wurde Musso mit dem Chemie-Preis der Akademie der Wissenschaften zu Göttingen ausgezeichnet.
Des Weiteren wurde Musso 1978 die Emil-Fischer-Medaille verliehen.